# Conquest (Stany Zjednoczone)
Conquest – miasto w Stanach Zjednoczonych, w stanie Nowy Jork, w hrabstwie Cayuga.